# Francis Fisher Browne
Francis Fisher Browne (ur. 1 grudnia 1843 w Halifax w stanie Vermont, zm. 11 maja 1913 w Santa Barbara w Kalifornii) – amerykański wydawca i poeta.  
W 1867 przeniósł się do Chicago. Wydawał The Western Monthly i The Lakeside Monthly (1869-1874). Założył też czasopismo The Dial (1880-1913). Napisał biografię prezydenta Abrahama Lincolna. Tworzył też wiersze. Opublikował tomik Volunteer Grain.  